# Scraptia tonkinea
Scraptia tonkinea es una especie de coleóptero de la familia Scraptiidae.

## Distribución geográfica
Habita en Tonkin (Vietnam).